# Oliver! (musical)
Oliver! is een Britse musical uit 1960, met muziek en teksten van Lionel Bart. De musical is gebaseerd op de roman Oliver Twist van Charles Dickens.
In 1960 ging Oliver! in première in het Albery Theatre op West End in Londen; de musical was er jarenlang een succes en werd 2.618 maal opgevoerd. In 1963 ging de musical in première op Broadway; deze uitvoering won drie Tony Awards en speelde 774 keer. In 1968 werd er een verfilming, ook met de titel Oliver!, gemaakt.

## Nederland
In Nederland werd de musical in 1963 opgevoerd, met Johnny Kraaijkamp in de rol van Fagin.
- Dirigent: Dolf van der Linden
- Weduwe Corney: Karin Larsen
- Charlotte: Carry Tefsen
- Werkhuisknecht: Hero Muller
- Sowerberry: John van Heumen
- Mevr. Sowerberry: Maria Louise Been
- Bet: Sietske van der Werf
- Bill Sikes: Jaap de Vries
- Vertaler: Seth Gaaikema
- Oliver: Jan Nelissen, Gérard Walters, Paul Hermans, Peter Post[1]
- Linke Dodger: Leo Peters
- Charly: Tony Bloemers
- Mevr. Bedwin: Lili Scott
- Bumble: Henk Angenent
- Nancy: Nelly Frijda[1], Carry Tefsen
- Fagin: Johnny Kraaykamp[1]
- Componist (+ tekstschrijver): Lionel Bart

In het seizoen 1999-2000 produceerde Joop van den Ende Theaterproducties de musical in een regie van Ken Caswell en met choreografie van Matthew Bourne. Oliver! ging in première in Koninklijk Theater Carré en tourde vervolgens langs de Nederlandse Theaters. De hoofdrollen werden vertolkt door:
- Oliver: wisselende bezetting onder wie Mink Verbaan, Filip De Ceuster, Willem Voogd en Sjoerd Warmerdam
- Linke Glipper: wisselende bezetting onder wie Bart Rijnink, Marcel Noordermeer, Maarten Heijmans en Jo Hens
- Fagin: Willem Nijholt, Arjan Ederveen
- Nancy: Mariska van Kolck, Casey Francisco
- Bill Sikes: Bart Oomen, Jacob Jan de Graaf
- Meneer Bumble: Bert Simhoffer, Dick Schaar
- Meneer Brownlow: Tom van Beek, Piet Korteknie
- Meneer Sowerberry: Michel Sorbach, Geert Jacobs
- Mevrouw Sowerberry & Old Sally: Marika Lansen, Simone van Gog
- Weduwe Corney: Marjolein Sligte, Saskia Kikkert
- Mevrouw Bedwin: Aafke van der Mey, Monique Aalbers
- Noah Clypole: Dimitri Verhoeven, Norman van Huut, Marcel Visscher
- Charlotte: Debby Boekema, Wieneke Remmers
- Dr Grimwig: Dick Schaar, Piet Korteknie

## België
In Vlaanderen was Oliver! in het najaar van 2010 en het voorjaar van 2011 te zien in de Stadsschouwburg van Antwerpen en de Capitole in Gent. Deze voorstelling werd geproduceerd door Musical Van Vlaanderen.
De hoofdrollen werden vertolkt door:
- Fagin - Peter Van den Begin
- understudy Fagin - Dieter Verhaegen
- Nancy - Hilde Norga
- Understudy Nancy - Liv Van Aelst
- Bill Sikes - Peter Van De Velde
- Bill Sikes - Hans Peter Janssens (tijdens verlengingen)
- understudy Bill Sikes - Roberto de Groot
- 2 understudy Bill Sikes - Peter Vanacker
- Meneer Brownlow - Harry Deswarte
- understudy Meneer Brownlow - Roberto De Groot/Dirk Van Merlen (tijdens verlengingen)
- Meneer Bumble - Piet Vansichen
- Understudy Bumble - Danny Houtkooper/Pieter Van Nieuwenhuyze (tijdens verlengingen)
- Mrs. Sowerberry/Mrs. Bedwin - Wanda Joosten
- understudy Mrs. Sowerberry/Mrs. Bedwin - Tine Truwant
- Mr. Sowerberry/Mr. Grimwig - Door Van Boeckel/Jeroen Maes (tijdens verlengingen)
- understudy Mr. Sowerberry/Mr. Grimwig - Tom Lathouwers
- Bet - Deborah De Ridder
- understudy Bet - Annelies Boel/Cathy Petit (tijdens verlengingen)
- Widow Corney - An Lauwereins
- Understudy Widow Corney - Liv van Aelst
- 2 Understudy Widow Corney - Barbara De Wit
- Noah Claypole - Dieter Verhaegen/Dimitri Verhoeven (tijdens verlengingen)
- Alternate Noah Claypole - Nordin De Moor/Christophe Coenegraghts (tijdens verlengingen)
- Charlotte - Nicoline Hummel
- Understudy Charlotte - Veerle Casteleyn
- Oliver: Timon Sohier, Guust Vandenbussche, Sepp Hendrix, Len Neefs (tijdens verlengingen)
- Dodger: Arno Reyns, Olivier Scheers, Sander Heynderickx, Joel Toeange (tijdens verlengingen)

- Ensemble:

Tom Lathouwers, Dirk Van De Merlen, Roberto De Groot (messenslijper), Peter Vanacker, Christian Celini, Nordin De Moor, Laurenz Hoorelbeke, Danny Houtkooper, Steven Colombeen, Liv Van Aelst (rozenverkoopster), Maria Plessers (aardbeienverkoopster), Afra Voesenek (melkmeisje), Annelies Boel, Annique Janissen, Veerle Casteleyn, Tine Truwant, Marjolein Schoofs, Wieke Wiersma, Barbara De Wit, Bram Verhaak, Sascha Vincke
Extra ensemble: Michael Zanders, Kylian Campbell, Eddy Klein, Pieter Van Nieuwenhuyse, Christophe Coenegrachts, Sara Pieters, Cathy Petit, Elke Buyle, Charline Catrysse, Annelies Spanoghe, Stephan Der Kinderen (tijdens verlengingen)
- Kindercast:

Groep Geel (Guust(len)/Olivier):Jens Callewaert, Rik Hoekstra, Didier Houttequiet, Laura Van De Voorde, Tessa Gumbs, Melanie Reindertsen, Yaro Van Vlimmeren, Jordy Veenstra, Andres Vercoutere, Juriaan Wagemans, Bas Bossaerts, Michelle Boulez, Joelle Grouwstra, Quinty Stok, Andries Gistelinck, Kelly Van De Ree, Antje Hautekeete, Len Neefs (understudy Oliver), Laurens Neyens, Charlene Petillon, Cailin Van Loon, Meaghan Slaets, Lonneke Zijlstra, Aline Verbergt, Ilke Abbeel, Leonie Aelvoet, Vicky Andreka, Jens Borgions, Flore De Marie, Caitlyn Exelmans, Flore Geuns, Lieve Hoekstra, Michiel Janssens, Luca-Bwalya Mwewa, Lenke Van Looy, Lore Vangeneugden, Lena Yang, Zachary Zenasny.
Groep Rood (Sepp/Sander(Joel)): Manon Campion, Glenn Goris, Sigi Hendrix, Laura Maya Y Rosiers, Lander Meersman, Lubbe Van Gucht, Mitch Van Landeghem, Maxime Van Wonterghem, Finlay Van Wymeersch, Dennis Vermeulen, Bart Aerts, Celine Brouwers, Thomas Cerpentier, Nathan De Clerck, Hanne Demey, Mick Van Haaren, Kaat Jannes, Ruben Kestens, Samantha Lernout, Marlijn Michiels, Tibo Schildermans, Emely Van Nespen, Mirthe Verschueren, Shirley Zeebroek, Elodie Botte, Hanne Celens, Eline Celens, Helen D'Haenens, Fauve Dietens, Mathilde Geysen, Michiel Janssens, Romy Bastings, Annalie De Boer, Elodie Van De Pol, Chiara Stam, Zoe Van Lierop, Carmino Van Nuffel, Kalinka Verschraegen
Groep Blauw (Timon/Arno): Jesse Callaert, Lauranne De Caluwe, Rayan Pletinckx, Vincent-Laurens Seys, Laura Seys, Florian Slangen, Yuris Teerlinck, Dave Rijnders, Kobe Verdonck, Joel Toeange (understudy Dodger bij groep Rood), Bart Aerts, Laurens Bervoets, Charlotte Boudry, Julie Landuyt, Cailin Van Loon, Brandon Smet, Emma Van Abbenyen, Axelle Van Heyste, Levy Van Laere, Aline Verbergt, Emma Verlinden, Bjarne Verschueren, Mirthe Verschueren, Shirley Zeebroek, Emile Bergez, Tiemen Bormans, Elodie Botte, Engys Brocay, Silke De Busser, Noortje Dhaenens, Mathilde Geysen, Laura Mertens, Ester Samy, Elke Sohier, Yvonne Slegers, Rob Van Der Auwera, Carmino Van Nuffel, Mara Van Spaendonck, Sander Heyndrickx (ter vervanging van Joel Toeange)